# Лінія Ґіндза
Лі́нія Ґі́ндза (яп. 銀座線, ぎんざせん, МФА: [gind͡za seɴ]) — лінія Токійського метро, складова Токійського метрополітену. Сполучає місцевості Асакуса й Сібуя. Протяжність — 14,3 км. Має 19 станцій. Найстаріша з усіх японських ліній метрополітену, що початково сполучала район Асакуса з Уено. Назва походить від столичного комерційного центру Ґіндза. Порядковий номер — № 3. Колір — помаранчевий. Літера — G, знак — . На всіх станціях встановлено тактильне покриття.